# Pallacanestro Varese
La Pallacanestro Varese è la principale squadra di pallacanestro della città di Varese, fondata il 1º agosto 1945. Milita in Serie A, il principale torneo professionistico per club in Italia. Per ragioni di sponsorizzazione, è nota come Openjobmetis Varese nelle competizioni italiane e come Itelyum Varese in quelle europee.
Per numero di vittorie conseguite a livello nazionale, con 10 scudetti, e internazionale, con 5 Coppe dei Campioni, 2 Coppe delle Coppe e 3 Coppe Intercontinentali, è da considerarsi tra le compagini più prestigiose della pallacanestro continentale oltreché la squadra italiana più titolata a livello internazionale.
Nel febbraio del 2016 la squadra denominata "Grande Ignis", vincente a livello nazionale e internazionale nel decennio degli anni '70 viene inserita dalla Federazione Italiana Pallacanestro nella Italia Basket Hall of Fame, prima formazione di club a farne parte.

## Storia

### Gli esordi

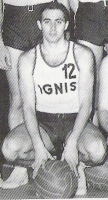
Tonino Zorzi

Il primo gruppo di giocatori di palla al cesto di Varese fu fondato nel 1927. Erano atleti della Società Ginnastica Varesina, ma giocavano semplicemente con il nome di Varese sulle maglie. I colori sociali erano il bianco e il rosso.
Il 1º agosto 1945 fu fondata la prima vera e propria società di basket cittadina: la Pallacanestro Varese. A firmare l'atto costitutivo della nuova società furono Sergio Brusa Pasquè, Sergio Marelli ed Emilio Clerici; primo presidente fu Vincenzo Agusta; primo capitano fu Manlio Stabilini. La stagione di debutto è la 1945-46, con Enrico Garbosi in veste di allenatore/giocatore, e vede la Pallacanestro Varese vincere il campionato di Serie B, ottenendo la promozione in Serie A per il 1946-1947.
Il primitivo roster era formato da Enrico Garbosi, Vittorio Tracuzzi, Antonio Zorzi, Mario Alesini, Giancarlo Gualco, Carlo Cerioni, Vinicio Nesti, Romano Forastieri. Nel 1948-49 Varese concluse al secondo posto il campionato, alle spalle della Virtus Bologna, mentre nella stagione 1949-1950 arrivò terza.
Nel 1954 la squadra legò per la prima volta il suo nome ad uno sponsor, la Storm.

### La "Ignis Varese"

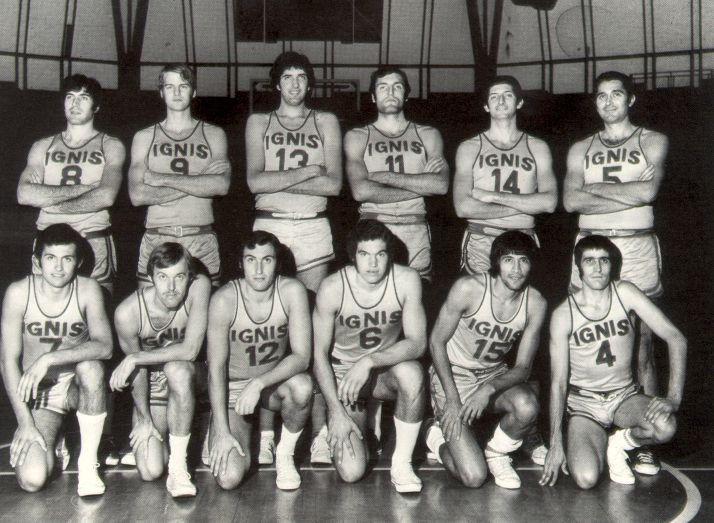
La Ignis Varese nel 1973

L'arrivo alla presidenza dell'industriale Giovanni Borghi, che nel 1956 decise di legare il nome della sua azienda di elettrodomestici Ignis con la squadra di pallacanestro della sua città d'adozione, coincise con il periodo d'oro della Pallacanestro Varese. I colori sociali divennero giallo-blu.
Nella stagione 1960-61 arrivò il primo scudetto, seguito poi da quelli del 1964 e del 1969. Sempre negli anni 1960, la Ignis Varese vinse una Coppa Intercontinentale ed una Coppa Italia. Nel 1965-66, Varese rivinse lo scudetto contro la Simmenthal Milano, tra le rivali storiche dei varesini, ma il titolo fu poi revocato per la vicenda Gennari, rimasta non ben chiarita.
Negli anni 1970 la formazione bosina conquistò 6 scudetti e raggiunse per 10 volte consecutive la finale di Coppa dei Campioni (Record ancora oggi ineguagliato) vincendone 5: la prima nel 1970, battendo a Sarajevo il Cska Mosca per 79-74, replicando poi a Tel Aviv, nel 1972, con la vittoria per 70-69 sulla Jugoplastika Spalato, nel 1973 a Liegi, ancora contro il Cska (71-66), ad Anversa (1975) superando il Real Madrid per 79-66, e nel 1976 a Ginevra, questa volta con il marchio Mobilgirgi sulle maglie, di nuovo contro il Real (81-74).

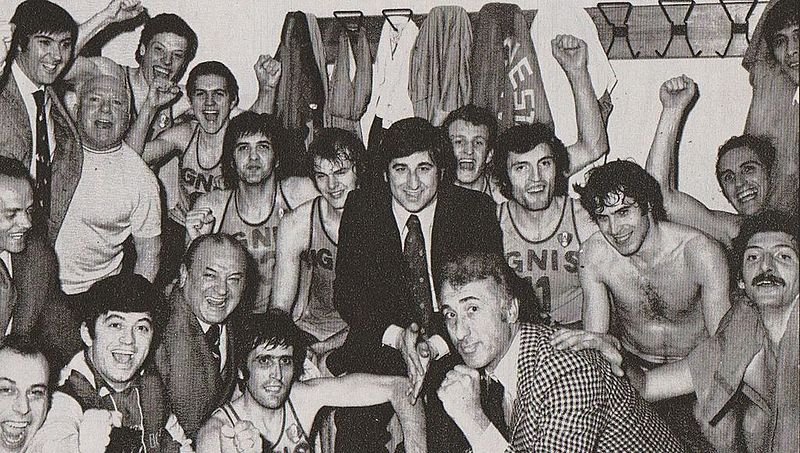
La Ignis vince il suo settimo scudetto (1974)

Tra gli allenatori protagonisti di questi anni, si ricordano Aza Nikolić, Nico Messina e Sandro Gamba. Tra i giocatori, Edoardo Rusconi, Dino Meneghin, Aldo Ossola, Bob Morse, Marino Zanatta, Ottorino Flaborea, Ivan Bisson, Charlie Yelverton, Manuel Raga e Sergio Rizzi.

### Anni '80 e '90
La Pallacanestro Varese vince la Coppa delle Coppe nel 1980. Nel 1981 la famiglia Borghi esce di scena definitivamente e l'industriale Antonio Bulgheroni rileva la società. Negli anni 1980 la Pallacanestro Varese, pur vincendo qualche volta la regular season, non riesce a ripetersi nei playoff. Nella stagione 1989-90 perde la finale dei playoff contro Pesaro. Nel 1992 la società retrocede in Serie A2, ritornando al massimo campionato dopo due anni.

### Varese Roosters

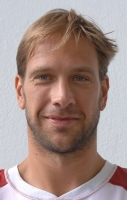
Alessandro De Pol

Nel 1997 la Pallacanestro Varese decide di non portare nessun marchio di sponsorizzazione sulle maglie. La scelta è quella di creare un pool di aziende per supportare economicamente la società. La squadra assume il nome di Varese Roosters, da un termine inglese che significa "galletto da combattimento".
Varese si presenta al campionato 1998-99 con un organico giovane, di cui fanno parte giocatori come il playmaker Pozzecco, di cui balzano all'occhio i capelli tinti rosso-fuoco, condivisi anche da Cristiano Zanus Fortes; ad essi si affiancano Andrea Meneghin, figlio del grande Dino, il croato già campione di Eurolega Veljko Mršić, l'esperto Cecco Vescovi, "bandiera" della squadra, l'ala Alessandro De Pol, il giovanissimo centro Giacomo Galanda e il portoricano Daniel Santiago. In panchina siede il tecnico Carlo Recalcati.
Il 1998-1999 si rivela una stagione estremamente positiva, culminata con il grande successo della "stella", ovvero il 10º scudetto vinto dalla società lombarda, festeggiato in estate anche dalla stella NBA Allen Iverson, che giunge a Varese per giocare dei match benefici 3 contro 3.

Gianmarco Pozzecco, con il naso rotto, esulta durante la partita dello scudetto 1999, quello della "stella"

In vista della stagione seguente ci fu un grosso cambiamento di organico (partirono Giacomo Galanda, Alessandro De Pol e Veljko Mršić, sostituiti da Denis Wucherer, Corey Allen, Glenn Sekunda, Eric Cárdenas, Alessandro Davolio e Francesco Foiera). Il cambiamento non riuscì a tenere ai vertici la squadra, che anzi venne salvata dalla retrocessione solo con l'arrivo in panchina di Valerio Bianchini.
A fine stagione comunque arrivò la prima Supercoppa italiana nella storia di Varese e la partecipazione al McDonald's Open, nei quali i biancorossi sfiorarono la vittoria contro i campioni NBA dei San Antonio Spurs.

### Era Castiglioni
Dal 2000 la società passa alla famiglia Castiglioni, imprenditori varesini proprietari di varie aziende del territorio, tra le quali la casa motociclistica Cagiva.
Sono anni caratterizzati da un basso profilo: la squadra ora lotta per non retrocedere, ora termina a metà classifica, ora si qualifica stentatamente ai playoff, ma esce quasi subito. Vari allenatori si alternano sulla panchina della squadra: in sequenza Federico Danna, Gianfranco Lombardi, Giancarlo Sacco, Edoardo Colombo, Gregor Beugnot, Edoardo Rusconi, Giulio Cadeo, Gianni Molina e Rubén Magnano, il più duraturo, che guida la squadra dal 2004 al 2007.
Nel 2005 la società festeggia i sessant'anni di vita.
Per la stagione 2007-2008, concluso il rapporto con Magnano, in panchina arriva Veljko Mršić, assistito da Andrea Meneghin e Cecco Vescovi.
Ma il 28 novembre 2007, dopo un pessimo inizio di stagione, con la squadra ridotta all'ultimo posto in classifica, in panchina viene chiamato Valerio Bianchini e Mrsić viene "retrocesso" ad assistente. Ciò non basta a raddrizzare la situazione: il 30 marzo 2008, la sconfitta casalinga nel derby contro Cantù per 76-83 sancisce la matematica retrocessione di Varese in LegaDue.

### Il ritorno in Serie A1
Il 9 giugno 2008 viene presentato il nuovo tecnico Stefano Pillastrini. Obiettivo dichiarato della società è la risalita immediata in Serie A.
Nella stagione, la squadra si posiziona ben presto in vetta alla classifica, ma, complice qualche sconfitta, arriva a giocarsi la promozione diretta solo all'ultima giornata contro la Prima Veroli il 26 aprile 2009.
La compagine biancorossa tuttavia mantiene le promesse e, grazie alla vittoria su Veroli per 81-70, riconquista l'accesso alla Serie A, classificandosi davanti alla Vanoli Soresina a disputare i playoff.
Nella stagione successiva, sempre con Pillastrini in panchina, la Pallacanestro Varese trascorre tutta la stagione nella parte medio-bassa della classifica di Serie A1, concludendo al 12º posto con 20 punti conquistati, e salvandosi alla 14ª giornata con una vittoria sulla Vanoli Cremona.

### Creazione "Varese nel Cuore"
Nell'estate del 2010 la proprietà della squadra passa dalla famiglia Castiglioni al neocostituito consorzio "Varese nel Cuore", che detiene il 100% delle quote azionarie della Pallacanestro Varese. Scopo del consorzio è creare un pool di privati ed aziende che possano sostenere la squadra versando una quota media 10.000 € l'anno per tre anni, in modo tale da aumentare il budget a disposizione della squadra. Presidente di Varese nel Cuore viene nominato Michele Lo Nero, che acquisisce pure la presidenza della società (poi ceduta a Francesco Vescovi).
Dal punto di vista tecnico, la novità principale è il ritorno in panchina di coach Carlo Recalcati. Il roster viene profondamente rinnovato, e la squadra riesce a terminare la regular season in 7ª posizione, qualificandosi ai play-off, dove sarà poi eliminata ai quarti di finale dalla Pallacanestro Cantù.
Carlo Recalcati viene confermato in panchina pure nella stagione successiva, che vede la squadra varesina terminare all'8º posto in regular season e venire successivamente eliminata ai playoff dalla Mens Sana Siena, capolista della stagione regolare.

### 2012: ritorno ai vertici
Per il campionato 2012-2013, terminato il rapporto con coach Carlo Recalcati, in panchina arriva Francesco Vitucci. Rispetto all'anno precedente, la rosa viene drasticamente rinnovata: l'unico giocatore confermato è Janar Talts. Le scelte della dirigenza si rivelano vincenti: il precampionato termina senza sconfitte, mentre in campionato il girone di andata viene chiuso al primo posto con 26 punti, frutto di 13 vittorie e 2 sole sconfitte (alla 10ª giornata contro la Virtus Roma e alla 15ª contro la Reyer Venezia), con 2 punti di vantaggio sulla Dinamo Sassari.
Dopo 6 anni dall'ultima apparizione, inoltre, la squadra varesina si qualifica alle Final Eight di Coppa Italia, nelle quali batte l'Olimpia Milano per 92-74 ai quarti e la Virtus Roma per 81-71 in semifinale, venendo però sconfitta in finale dalla Mens Sana Siena per 74-77.
Il 28 aprile 2013 dopo la vittoria casalinga su Pesaro per 85-70 Varese vince matematicamente la regular season 2012-2013. Ai play-off, la squadra di Vitucci elimina ai quarti di finale la Reyer Venezia per 4-1, venendo eliminata per 4-3 in semifinale dalla Mens Sana Siena.
Concluso il rapporto con Vitucci, viene ingaggiato Fabrizio Frates come coach per la stagione 2013-2014. 
Oltre al campionato italiano, la squadra prende parte anche all'Eurocup, dopo essere stata eliminata al Qualifying Round di Eurolega. 
L'8 ottobre viene sconfitta dalla Mens Sana Siena nella finale di Supercoppa italiana.
I varesini vengono eliminati anche dall'Eurocup al termine della Regular Season, conclusasi all'ultimo posto del girone C. Il 25 febbraio, il vice-allenatore Stefano Bizzozi prende il posto di Frates sulla panchina, portando la squadra al decimo posto in campionato.
Il 13 giugno 2014 viene ufficializzato il nuovo allenatore: Gianmarco Pozzecco. Il 24 febbraio 2015 si dimette dall'incarico, venendo sostituito da Attilio Caja fino al termine della stagione.
La stagione, guidata nuovamente dal coach Attilio Caja, vede Varese chiudere all'undicesimo posto in campionato.

Nel 2015-2016, sotto la guida di coach Paolo Moretti, la squadra chiude al nono posto nel campionato italiano. Partecipa inoltre alla FIBA Europe Cup arrivando alle final four di Chalon-sur-Saône dove, dopo aver battuto la squadra della città ospitante: l'Élan Sportif Chalonnais, accede ad una finale continentale dove mancava dalla stagione 1984-85. Dopo aver condotto la partita per gran parte dell'incontro la vittoria va alla squadra tedesca dei Skyliners Frankfurt col punteggio di 61-66.

La stagione inizia di nuovo sotto la guida di coach Paolo Moretti cui subentra Attilio Caja. Per quanto concerne il campionato Varese non va oltre il dodicesimo posto in classifica, in campo internazionale invece, partecipa alla prima edizione della Basketball Champions League dove, dopo aver superato il secondo turno preliminare contro il Benfica accede alla fase a gironi, non superandola.

In quest'annata, Varese non prende parte alle competizioni continentali ma, grazie al sesto posto finale nella Regular season, torna ai play-off scudetto dove mancava da cinque anni, venendo eliminata ai quarti di finale.

Nel 2018-2019, inizia per Varese la terza stagione sotto la guida di coach Caja. La compagine bosina termina il girone di andata del campionato a quinto posto accedendo così alla Coppa Italia dopo sei anni di assenza, viene eliminata ai quarti di finale col punteggio di 82 a 73 da Cremona poi vincitrice del torneo. Varese prende parte anche, per la seconda volta, alla FIBA Europe Cup dove accede nuovamente alle final four.

La stagione sportiva 2019-2020 vede Varese prendere parte al campionato di Serie A per la settantunesima volta nella sua storia. L'otto marzo 2020, a seguito delle misure restrittive legate all'emergenza coronavirus viene sospeso il campionato poco prima del derby con l'Olimpia Milano.
Il 20 settembre 2021 Luis Scola viene nominato nuovo amministratore delegato del club.
Il general manager Andrea Conti rassegna le proprie dimissioni termine della sconfitta casalinga contro la Pallacanestro Reggiana. L'11 gennaio 2022 il dirigente statunitense Michael Arcieri assume la carica di general manager dell'area sportiva.

## Roster 2025 - 2026
Aggiornato al 29 luglio 2025.
| Openjobmetis Varese 2025-2026 | Openjobmetis Varese 2025-2026 |
| Giocatori                     | Staff tecnico                 |
| ----------------------------- | ----------------------------- |

| N. | Naz.                   | Ruolo | Nome                | Anno | Alt.   | Peso   |  |
| -- | ---------------------- | ----- | ------------------- | ---- | ------ | ------ |  |
| 13 | Italia (bandiera)      | P     | Matteo Librizzi (C) | 2002 | 181 cm | 70 kg  |  |
|    | Stati Uniti (bandiera) | P     | Stefan Moody        | 1993 | 178 cm | 84 kg  |  |
|    | Stati Uniti (bandiera) | G     | Tazé Moore          | 1998 | 196 cm | 88 kg  |  |
|    | Argentina (bandiera)   | G     | Mauro Villa (F)     | 2004 | 194 cm | 78 kg  |  |
| 2  | Italia (bandiera)      | AP    | Davide Alviti       | 1996 | 200 cm | 88 kg  |  |
| 24 | Italia (bandiera)      | A     | Elisèe Assui        | 2006 | 191 cm | 105 kg |  |
|    | Finlandia (bandiera)   | AG    | Olivier Nkamhoua    | 1996 | 203 cm | 101 kg |  |
|    | Stati Uniti (bandiera) | C     | Nate Renfro         | 1996 | 207 cm | 104 kg |  |
|    | Italia (bandiera)      | C     | Maximilian Ladurner | 2001 | 203 cm | 93 kg  |  |

| Allenatore                                                                                      |
| - Ioannis Kastritis                                                                             |
| Assistente/i                                                                                    |
| - Matteo Jemoli - Federico Renzetti Legenda - (C) Capitano - (IN) Inattivo - Infortunato Roster |

## Loghi storici

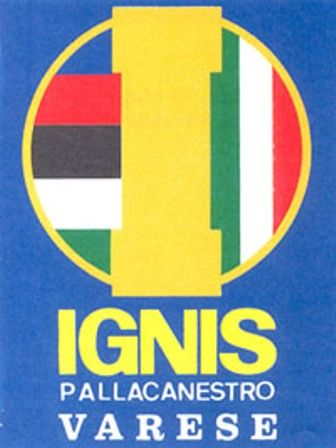
Logo "Ignis Varese" usato tra gli anni 1960 e 1970
Logo "Varese Roosters" usato dal 1997 al 2000.
Logo utilizzato dal 2000 al 2010[24].
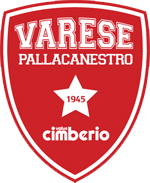
Logo in uso dal 2010 al 2014.
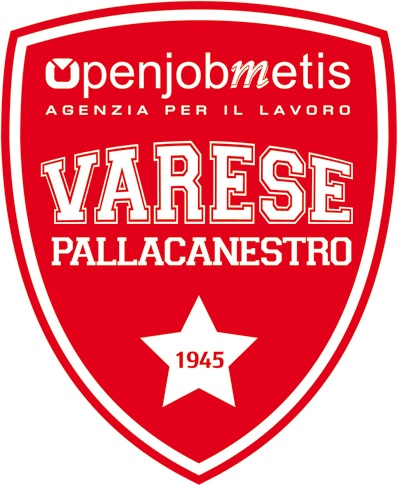
Logo in uso dal 2014 al 2015.
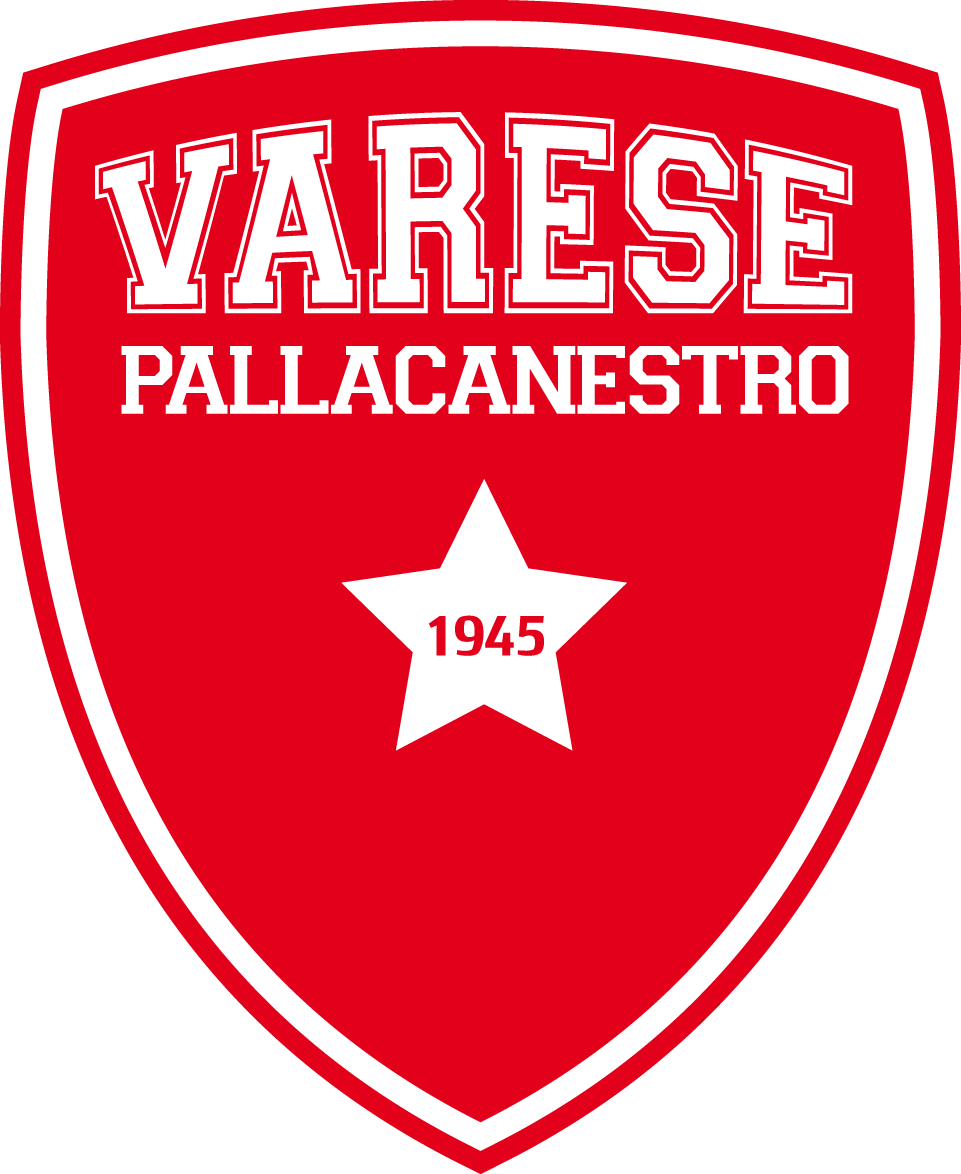
Logo in uso dal 2015 ad oggi.

## Giocatori

### Hall of Fame

Corny Thompson

La hall of fame della Pallacanestro Varese fu creata per il 60º anniversario della società bosina, nel 2005: i tifosi scelsero 13 giocatori e un allenatore in base al periodo storico.
Ai summenzionati 13 giocatori, nel 2007 si aggiunse Paolo Vittori dopo la sua elezione nella Italia Basket Hall of Fame.
| Nome                | Nazionalità                                | Ruolo                  |
| ------------------- | ------------------------------------------ | ---------------------- |
| Tonino Zorzi        | Italia (bandiera)                          | Ala                    |
| Tony Gennari        | Italia (bandiera) · Stati Uniti (bandiera) | Playmaker              |
| Bob Morse           | Stati Uniti (bandiera)                     | Ala                    |
| Dino Meneghin       | Italia (bandiera)                          | Pivot                  |
| Manuel Raga         | Messico (bandiera)                         | Ala                    |
| Charlie Yelverton   | Stati Uniti (bandiera)                     | Guardia                |
| Corny Thompson      | Stati Uniti (bandiera)                     | Centro                 |
| Meo Sacchetti       | Italia (bandiera)                          | Ala                    |
| Cecco Vescovi       | Italia (bandiera)                          | Ala e dirigente        |
| Gianmarco Pozzecco  | Italia (bandiera)                          | Playmaker e allenatore |
| Aldo Ossola         | Italia (bandiera)                          | Playmaker              |
| Andrea Meneghin     | Italia (bandiera)                          | Guardia                |
| Paolo Vittori       | Italia (bandiera)                          | Ala                    |
| Aza Nikolić         | Jugoslavia (bandiera)                      | Allenatore             |
| Joe Isaac           | Stati Uniti (bandiera)                     | Allenatore             |
| Alessandro Gamba    | Italia (bandiera)                          | Allenatore             |
| Augusto Ossola      | Italia (bandiera)                          | Dirigente              |
| Alessandro Galleani | Italia (bandiera)                          | Massofisioterapista    |
| Marino Zanatta      | Italia (bandiera)                          | Ala e dirigente        |

## Allenatori e presidenti
- 1945-1948 -  Enrico Garbosi

Istituzione del Girone Unico
- 1948-1954 -  Vittorio Tracuzzi
- 1954-1955 -  Valerio Giobbi
- 1955-1956 -  Yogi Bough
- 1955-1956 -  Faidōn Matthaiou
- 1955-1956 -  Amerigo Penzo
- 1956-1962 -  Enrico Garbosi
- 1962-1965 -  Vittorio Tracuzzi
- 1965 -  Vinicio Nesti
- 1965-1966 -  Giovanni Gavagnin
- 1965-1966 -  Paolo Vittori
- 1966-1968 -  Vittorio Tracuzzi
- 1968-1969 -  Nico Messina
- 1969-1973 -  Aza Nikolić
- 1973-1977 -  Sandro Gamba
- 1977-1978 -  Nico Messina
- 1978-1980 -  Edoardo Rusconi
- 1980-1981 -  Elio Pentassuglia
- 1982 -  Giuseppe Gergati
- 1982-1983 -  Richard Percudani
- 1983-1986 -  Riccardo Sales
- 1986-1989 -  Joe Isaac
- 1989-1991 -  Giancarlo Sacco
- 1991-1992 -  Virginio Bernardi
- 1992 -  Roberto Piva
- 1992-1993 -  Joe Isaac
- 1993-1997 -  Edoardo Rusconi
- 1997-1999 -  Carlo Recalcati
- 1999 -  Massimo Galli
- 1999 -  Valerio Bianchini
- 2000 -  Federico Danna
- 2000-2001 -  Gianfranco Lombardi
- 2001 -  Giancarlo Sacco
- 2001 -  Edoardo Colombo
- 2001-2003 -  Gregor Beugnot
- 2003-2004 -  Edoardo Rusconi
- 2004 -  Giulio Cadeo
- 2004 -  Gianni Molina
- 2004-2007 -  Rubén Magnano
- 2007-2008 -   Veljko Mršić
- 2007-2008 -  Valerio Bianchini
- 2008-2010 -  Stefano Pillastrini
- 2010-2012 -  Carlo Recalcati
- 2012-2013 -  Francesco Vitucci
- 2013-2014 -  Fabrizio Frates
- 2014 -  Stefano Bizzozi
- 2014-2015 -  Gianmarco Pozzecco
- 2015 -  Attilio Caja
- 2015-2016  Paolo Moretti
- 2016-2020 -  Attilio Caja
- 2020 -  Vincenzo Cavazzana
- 2020-2021 -  Massimo Bulleri
- 2021-2022 -  Adriano Vertemati
- 2022 -  Alberto Seravalli
- 2022 -  Johan Roijakkers
- 2022 -  Alberto Seravalli
- 2022-2023 -  Matt Brase
- 2023-2024 -  Tom Bialaszewski
- 2024-2025 -  Herman Mandole
- 2025 -  Iōannīs Kastritīs

- 1945 - Adriano Barattieri
- 1945-1946 - Vincenzo Agusta
- 1946-1951 - Angelo Bettinelli
- 1951-1954 - Maurizio Belloni
- 1954-1956 - Rino Sassi
- 1956-1962 - Angelo Bettinelli
- 1962-1963 - Adalberto Tedeschi
- 1963-1966 - Edoardo Bulgheroni
- 1966-1967 - Giovanni Borghi
- 1967-1972 - Adalberto Tedeschi
- 1972-1980 - Guido Borghi
- 1980-1981 - Giancarlo Gualco
- 1981-1992 - Antonio Bulgheroni
- 1992-1993 - Marino Zanatta
- 1993-1996 - Antonio Cappellari
- 1996-1999 - Edoardo Bulgheroni
- 1999-2001 - Gianantonio Bulgheroni
- 2001-2007 - Gianfranco Castiglioni
- 2007-2010 - Claudio Maria Castiglioni
- 2010-2014 - Francesco Vescovi
- 2014-2016 - Stefano Coppa
- 2016-2023 - Marco Vittorelli
- 2023 - Antonio Bulgheroni

## Palmarès

### Competizioni nazionali

La rosa varesina artefice dello scudetto della "stella" nel 1999

- Campionato italiano: 10

1960-61, 1963-64, 1968-69, 1969-70, 1970-71, 1972-73, 1973-74, 1976-77, 1977-78, 1998-99 
- Coppa Italia: 4

1969, 1970, 1971, 1973
- Supercoppa italiana: 1

1999
- Secondo Campionato Nazionale: 3

Serie B: 1945-46
Serie A2: 1993-94
Legadue: 2008-09

### Competizioni europee
- Coppa dei Campioni: 5 (record italiano)

1969-70, 1971-72, 1972-73, 1974-75, 1975-76
- Coppa delle Coppe: 2

1966-67, 1979-80

### Competizioni internazionali
- Coppa Intercontinentale: 3 (record italiano)

1966, 1970, 1973
- Partecipazioni al McDonald's Open: 1

1999

### Settore giovanile
- Campionati giovanili: 5

Cadetti: 1973, 2001
Under-17: 2022
Allievi: 1977, 2001
Bam: 2000
- Next Gen Cup: 1

2022

## Statistiche e record

### Partecipazione ai campionati
| Livello | Categoria | Partecipazioni | Debutto   | Ultima stagione | Totale |
| 1º      | Serie A   | 41             | 1946-1947 | 2024-2025       | 76     |
| 1º      | Elette    | 10             | 1955-1956 | 1964-1965       | 76     |
| 1º      | Serie A1  | 25             | 1974-1975 | 2000-2001       | 76     |
| 2º      | Serie B   | 1              | 1945-1946 | 1945-1946       | 4      |
| 2º      | Serie A2  | 2              | 1992-1993 | 1993-1994       | 4      |
| 2º      | Legadue   | 1              | 2008-2009 | 2008-2009       | 4      |

### Partecipazioni alle coppe europee
| Livello | Categoria                   | Partecipazioni | Debutto   | Ultima stagione | Totale |
| 1º      | Coppa Intercontinentale     | 10             | 1965-1966 | 1979-1980       | 25     |
| 1º      | Euroleague Basketball       | 15             | 1961-1962 | 2013-2014       | 25     |
| 2º      | Coppa delle Coppe           | 4              | 1966-1967 | 1980-1981       | 8      |
| 2º      | Eurocup                     | 4              | 2002-2003 | 2013-2014       | 8      |
| 3º      | Coppa Korać                 | 11             | 1981-1982 | 1997-1998       | 13     |
| 3º      | Basketball Champions League | 2              | 2016-2017 | 2023-2024       | 13     |
| 4º      | FIBA Europe Cup             | 3              | 2015-2016 | 2023-2024       | 3      |

### Di squadra
- Stagioni in Serie A: 68
- Partite disputate: 1899
- Partite vinte: 1164
- Partite perse: 735
- Percentuale di vittorie: 61,30%

Coppe italiane

- Partite disputate: 121
- Partite vinte: 81
- Partite perse: 40
- Percentuale di vittorie: 66,94%

Coppe europee

- Partite disputate: 377
- Partite vinte: 229
- Partite perse: 149
- Percentuale di vittorie: 60,74%

- Striscia vincente più lunga: 18 partite (1970/71)
- Massimo punteggio realizzato: 126 (Ignis Varese-Snaidero Udine del 02/02/1975)
- Minimo punteggio subito: 16 (Gallaratese-Pallacanestro Varese del 30/10/1949)
- Massimo scarto attivo: +54 (Ignis Varese-Gamma Varese dell'11/03/1973)

Negativi

- Striscia perdente più lunga: 8 partite (2024/25)
- Minimo punteggio realizzato: 15 (Pallacanestro Pavia-Pallacanestro Varese del 19/12/1948)
- Massimo punteggio subito: 134 (Teorematour Arese-Ranger Varese del 09/05/1991)
- Massimo scarto passivo: -47 (Benetton Treviso-Roosters Varese del 18/03/1999)

Pubblico

- Record di presenze: 5.979 spettatori (Cagiva Varese-Stefanel Milano del 28/01/1995)
- Record di incasso: € 128.557,00 (Roosters Varese-Benetton Treviso dell'11/05/1999)

Statistiche aggiornate al termine della stagione sportiva 2017/2018.

### Giocatori
- 694 Francesco Vescovi
- 417 Andrea Meneghin
- 393 Dino Meneghin
- 374 Aldo Ossola
- 339 Riccardo Caneva

- 21 Francesco Vescovi
- 15 Dino Meneghin
- 15 Aldo Ossola
- 13 Andrea Meneghin
- 12 Riccardo Caneva

- 8401 Bob Morse
- 7724 Francesco Vescovi
- 5181 Dino Meneghin
- 4704 Corny Thompson
- 3862 Gianmarco Pozzecco

- 62 Bob Morse
- 53 Bob Morse
- 52 Tonino Zorzi
- 50 Bob Morse
- 50 Bob Morse
- 50 Reggie Theus
- 50 Delonte Holland

- Stagioni: Francesco Vescovi con 21

Francesco Vescovi

- Punti realizzati: Bob Morse con 8401
- Rimbalzi: Francesco Vescovi con 2355
- Palle recuperate: Francesco Vescovi con 1016
- Palle perse: Francesco Vescovi con 1573
- Assist: Gianmarco Pozzecco con 1058
- Stoppate: Stefano Rusconi con 249
- Falli commessi: Francesco Vescovi con 1720
- Falli subiti: Francesco Vescovi con 1642
- Percentuale tiri da 2 punti: Arijan Komazec e Tyler Cain con il 68,6%
- Percentuale tiri da 3 punti: Arijan Komazec con il 48,2%
- Percentuale tiri liberi: Johnny Rogers con l'90,2%
- Percentuale tiri totali: Bob Morse con il 62,0%

## Colori e simbolo
Fin dalla sua creazione i colori sociali furono il bianco e il rosso.
Nel 1956, grazie allo sponsor Ignis, le divise cambiarono in giallo-blu fino al 1975. Con lo sponsor Mobilgirgi le divise diventano bianco-nere, per poi passare al bianco-blu durante la partnership con DiVarese, tornando infine al bianco-rosso verso gli anni 1990.
Nella finale di Coppa Italia del 1999 i Roosters Varese scesero in campo con le divise giallo-blu in ricordo della vecchia Ignis. Varese uscì sconfitta con un canestro nel finale di Abbio e da quel momento non furono più utilizzate perché considerate, soprattutto per bocca di Andrea Meneghin, portasfortuna.

## Impianti di gioco
Agli inizi della sua storia, negli anni venti, la Pallacanestro Varese (all'epoca sezione della Società Ginnastica Varesina) disputava i suoi incontri presso la sede sociale o (poiché allora ancora possibile) all'aperto. Nel 1929 il Comune approntò a Casbeno una palestra coperta, che venne dedicata vocazionalmente al gioco della "palla al cesto"; nello stesso anno l'edificio venne requisito dall'Opera Nazionale Balilla, che permise comunque lo svolgimento delle gare e degli allenamenti.
Nel maggio 1945, alla firma dello statuto che sancì la nascita ufficiale della Pallacanestro Varese come club autonomo, il sindaco in carica Enrico Bonfanti gli concesse il diritto d'utilizzo della suddetta palestra, la quale rimase sede delle gare interne del club fino al 1964, quando i limiti strutturali della stessa (poca flessibilità operativa, scarsa capienza e impossibilità di procedere ad ampliamenti) ne resero necessaria la sostituzione.
Il 6 dicembre di quell'anno venne pertanto inaugurato a Masnago il nuovo palazzo dello sport, progettato dallo studio Brusa Pasqué e dedicato alla memoria di Lino Oldrini, sindaco della città dal 1956 e deceduto in carica proprio in quell'anno. A decorrere da tale data, la Pallacanestro Varese disputa le proprie partite casalinghe in tale arena coperta, che nel corso dei decenni è stata più volte ampliata e ristrutturata.

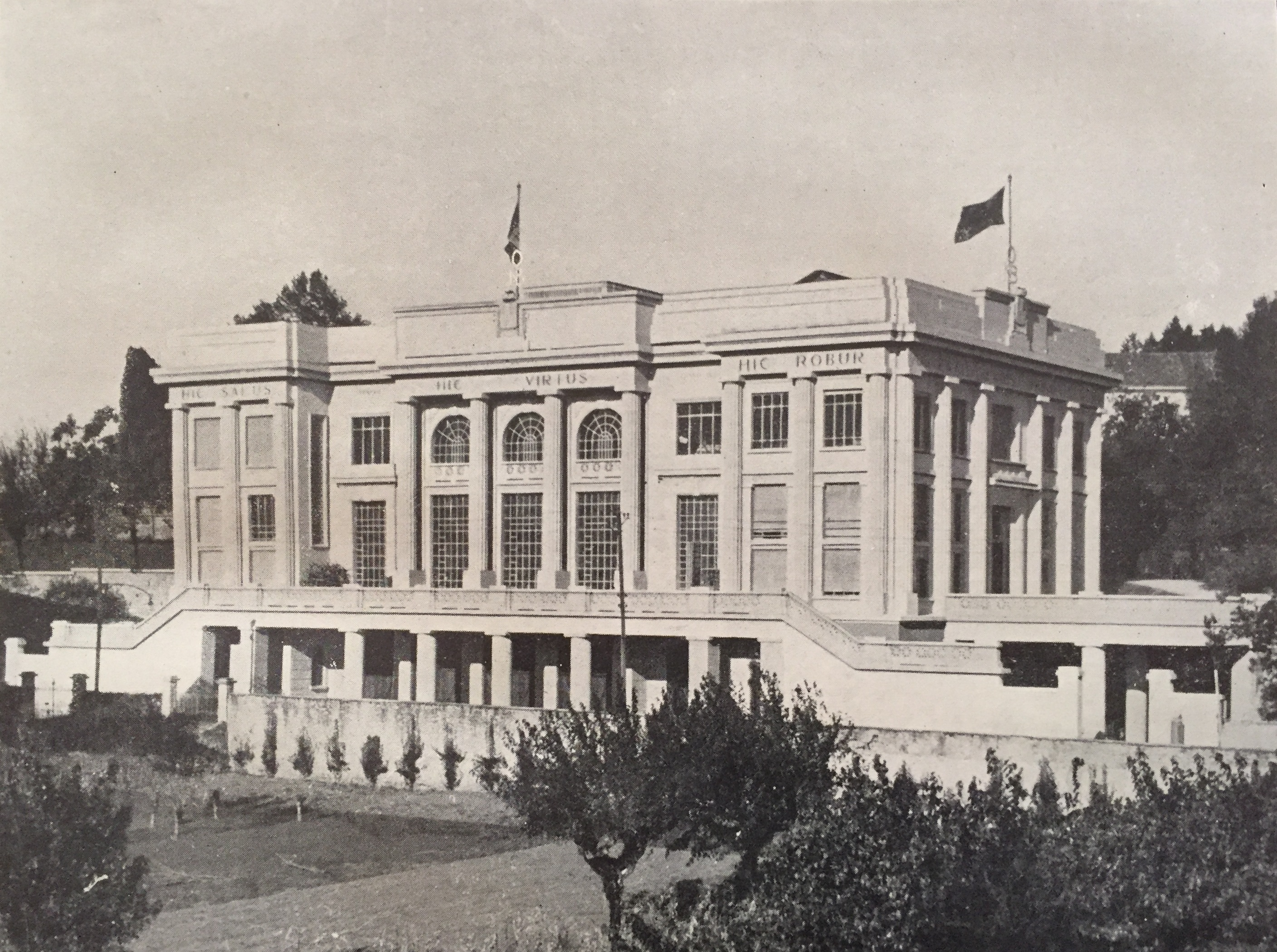
La palestra XXV Aprile di Casbeno, campo interno della Pallacanestro Varese dal 1945 al 1964
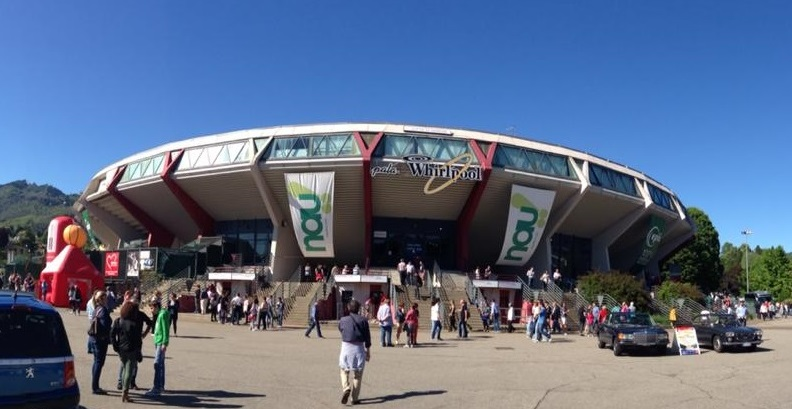
Il palasport di Masnago, inaugurato nel 1964
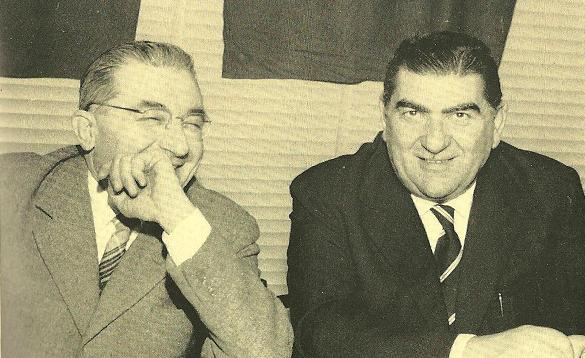
Il sindaco di Varese Lino Oldrini e il patron Giovanni Borghi, fautori della costruzione del palasport di Masnago

## Lista denominazioni
- 1948/1954 Pallacanestro Varese
- 1954/1956 Storm
- 1956/1975 Ignis
- 1975/1978 Mobilgirgi
- 1978/1980 Emerson
- 1980/1981 Turisanda
- 1981/1983 Cagiva
- 1983/1984 Star
- 1984/1985 Ciao Crem
- 1985/1989 DiVarese
- 1989/1992 Ranger
- 1992/1997 Cagiva
- 1997/2001 Varese Roosters
- 2001/2004 Metis
- 2004/2005 Castigroup
- 2005/2007 Whirlpool
- 2007/2014 Cimberio
- 2014/... Openjobmetis

## Tifoseria

### Organizzazione
Il primo gruppo di tifosi organizzati d'ispirazione ultrà al seguito della Pallacanestro Varese furono i Boys: formatisi nel 1974, essi furono al contempo il gruppo guida sia della "curva" cestistica che di quella del Varese.
Scioltisi i Boys, nel 2002 la guida del tifo radicale passò al collettivo Gioventù Biancorossa (abbreviato GBR), che a differenza del precedente gruppo era vocazionalmente dedicato alla sola pallacanestro.
Scioltasi anche la GBR, dal 2012 il tifo organizzato è guidato dal gruppo Arditi.

### Orientamento politico

La gazzarra antisemita dei tifosi varesini al palasport di Masnago, il 7 marzo 1979

La tifoseria organizzata varesina d’ispirazione ultras è compatta nella professione di ideologie politiche di estrema destra; nella simbologia e nella nomenclatura dei gruppi rientrano vari elementi mutuati dalla tradizione di tale area politica.
Tale caratteristica balzò agli onori della cronaca il 7 marzo 1979 in occasione della partita Emerson Varese-Maccabi Tel Aviv, valida per la Coppa dei Campioni. Per tutta la durata dell'incontro la curva nord (sede abituale dei collettivi organizzati) inscenò una gazzarra di carattere antisemita: i tifosi lanciarono in campo galline spennate verniciate coi colori della bandiera di Israele e brandendo croci di legno e finti teschi intonarono cori inneggianti ad Adolf Hitler e ai campi di sterminio (ripresi anche sugli striscioni). Tale esibizione venne ripresa dalla stampa internazionale, causando anche un irrigidimento delle relazioni diplomatiche tra Italia e Israele. Le indagini portarono all'incriminazione di undici persone indicate come mandanti della gazzarra (aderenti o simpatizzanti del Fronte della Gioventù), le quali vennero poi rinviate a giudizio con l'accusa di apologia di genocidio. Il processo si protrasse dal 1980 al 1985: al termine dei tre gradi di giudizio, quattro imputati all'epoca minorenni vennero dichiarati non punibili e affidati brevemente a un riformatorio; gli altri sette vennero invece condannati a pene di reclusione variabili da un anno e quattro mesi a tre anni e quattro mesi, oltre che a risarcire i soggetti costituitisi parti offese (quali l'Unione delle comunità israelitiche in Italia) con una somma totale di 13.860.000 lire. Tale somma venne poi impiegata per finanziare un viaggio al lager di Dachau a trentaquattro studenti di scuole della città di Milano. La tifoseria organizzata varesina tuttavia negò un proprio coinvolgimento diretto in tale episodio, addebitandolo integralmente a soggetti esterni all'ambito sportivo.
Non di rado i tifosi organizzati varesini sono stati coinvolti in episodi di violenza contro persone o cose, anche non direttamente connessi alla propria rete di rivalità e amicizie: a titolo d'esempio, il 22 settembre 2002, il giocatore della Virtus Roma Carlton Myers venne aggredito e malmenato al termine di una partita nei paraggi del Palasport Lino Oldrini.

### Amicizie e rivalità
Il tifo cestistico organizzato varesino coltiva buoni rapporti coi collettivi al seguito di Udine, Ferrara e Caserta. Date le comune origini e la concittadinanza, solidi sono anche i legami con la tifoseria del Varese Calcio.
Tra le rivalità, particolarmente accesa e sentita è quella contro la Pallacanestro Cantù: il rischio d'ordine pubblico in occasione delle partite contro la selezione comasca è tale da causare sovente l'irrogazione di provvedimenti restrittivi a carico delle rispettive tifoserie, che in diversi casi sono finanche arrivate allo scontro fisico diretto.
Altri rapporti di rivalità vigono nei confronti di Virtus Bologna, Fortitudo Bologna, Victoria Libertas Pesaro, Pallacanestro Biella, Virtus Roma, New Basket Brindisi, Mens Sana Siena, Dinamo Sassari e Napoli Basket.